# Halberstadt
Halberstadt é uma cidade da Alemanha, capital do distrito de Harz (antigo distrito de Halberstadt), localizada no estado da Saxônia-Anhalt.

## Cidadãos notórios
- Friedrich Ernst Ludwig von Fischer (1782—1854), botânico
- Gustav Kramer (1806—1888), filólogo, pedagogo e teólogo
- Georg Stumme (1886—1942), general
- Helmuth Weidling (1891—1955), oficial da Wehrmacht
- Jürgen Sparwasser (1948—), ex-futebolista

## Cidades irmãs
Halebrstadt celebra irmandade com as seguintes cidades;
- Wolfsburg na Alemanha, desde 1989
- Banská Bystrica na Eslováquia, desde 1998
- Náchod na República Tcheca, desde 1998
- Villars na França, desde 2003

## Massacre de Halberstadt
Em 2013, foram descobertos vestígios de um massacre durante uma escavação antes da construção de um conjunto habitacional em "Sonntagsfeld". Em 2000, 38 sepulturas de cerâmica linear com indivíduos cuidadosamente enterrados de diferentes idades e sexos, bem como evidências de seis casas longas de cerâmica linear, já haviam sido descobertas perto do local. A vala comum tinha um diâmetro de cerca de dois metros. Alguns dos esqueletos estavam deitados de costas, outros de barriga para baixo, um ao lado do outro e um em cima do outro, sem alinhamento uniforme dos corpos. Faltavam objetos de sepultamento e fechos de peças de roupa, e foram encontrados alguns cacos de cerâmica. Eles são considerados resíduos de assentamento que caíram acidentalmente sobre os corpos quando o poço foi preenchido. A partir da datação por radiocarbono, foi deduzida uma idade de cerca de 7.000 anos para os achados.
Sete dos nove esqueletos foram identificados como homens com idades entre 25 e 40 anos e outros dois como presumivelmente homens e mulheres. A distribuição etária difere muito da distribuição nas sepulturas vizinhas, nas quais foram enterrados, em sua maioria, números iguais de homens e mulheres, bem como adultos e crianças, mas - devido à ausência de crianças - também de outras valas comuns desse período.
Golpes fortes no crânio foram identificados como a causa da morte em sete dos nove mortos; nenhum crânio foi encontrado em dois dos corpos. Quase todas as fraturas de crânio foram encontradas na parte de trás da cabeça. Também foram encontradas fraturas não cicatrizadas de um fêmur, dois ossos do úmero e duas costelas causadas por golpes direcionados. Os corpos foram jogados sem cuidado em um poço. Isso foi confirmado pela posição antinatural e angular dos ossos das pernas e dos braços, que foram deliberadamente esmagados em dois pedaços. Vestígios de animais carnívoros e a ausência de vários ossos na disposição normal dos ossos indicam que os corpos foram colocados na fossa antes de se decomporem, mas não foram imediatamente cobertos com terra.
Em contraste com as vítimas do massacre de Kilianstädten, do massacre de Talheim e do massacre de Schletz, perto de Asparn, nenhuma criança foi morta. A maioria das vítimas eram homens jovens que foram mortos com alguns golpes semelhantes e direcionados na nuca, o que indica que foram executados.